# Liste der australischen Botschafter in Deutschland

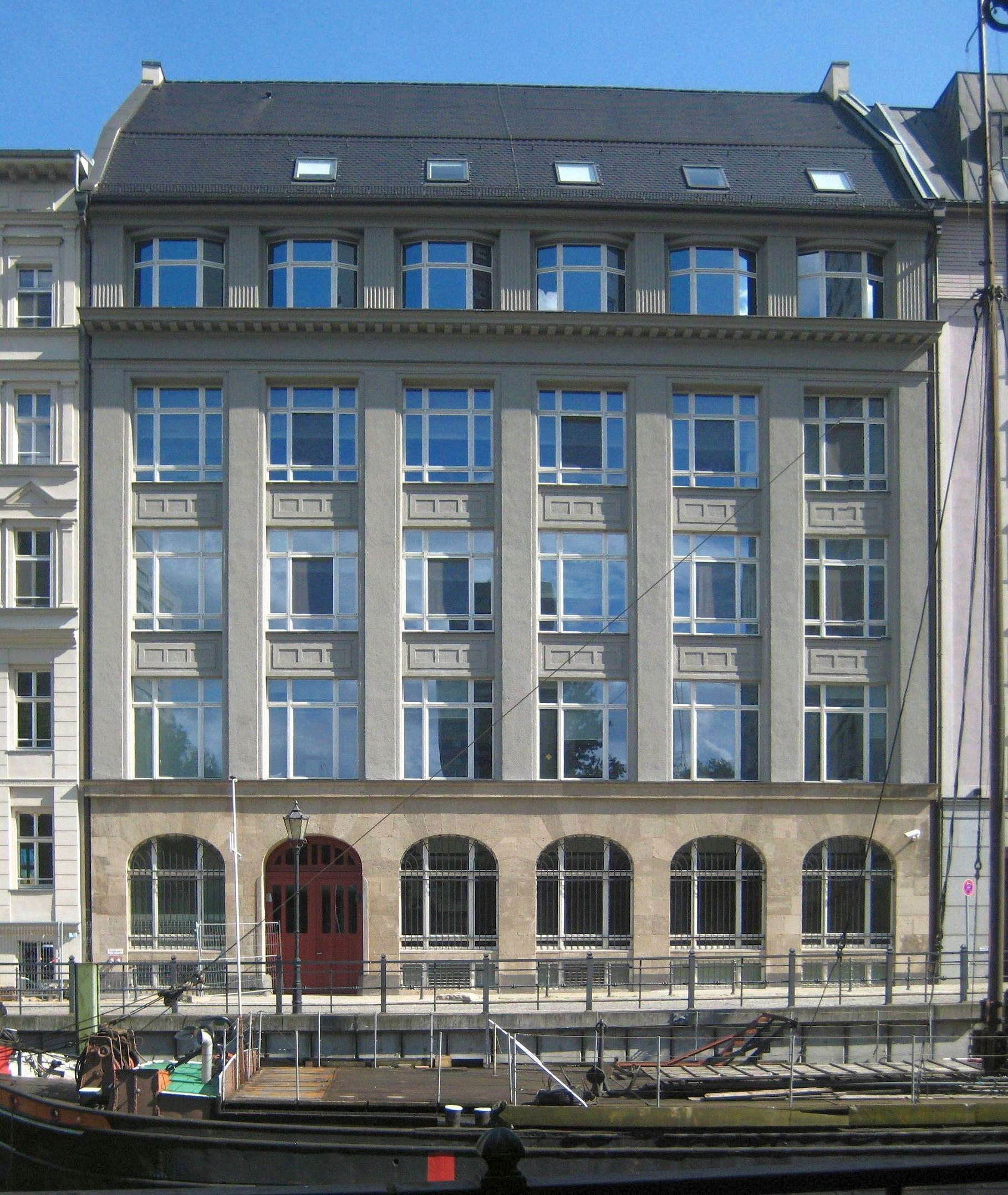
Ansicht der Australischen Botschaft in der Berliner Wallstraße 76–79

Liste der australischen Botschafter in Deutschland. 2012 feierten die zwei Länder 60 Jahre diplomatische Beziehungen.
Der australische Botschafter in Berlin ist auch in der Schweiz akkreditiert.

## Missionschefs
1952: Aufnahme diplomatischer Beziehungen
| Amtszeit  | Photo           | Name                                  | Anmerkungen                                          |
| --------- | --------------- | ------------------------------------- | ---------------------------------------------------- |
| 1952–1952 |                 | Noël Deschamps (1908–2005)            | Geschäftsträger vom 28. Januar bis 6. September 1952 |
| 1952–1956 |                 | John Douglas Lloyd Hood (1904–1991)   |                                                      |
| 1956–1959 |                 | Patrick Shaw (1913–1975)              |                                                      |
| 1960–1962 |                 | Alan Watt (1901–1988)                 |                                                      |
| 1962–1968 |                 | Frederick Joseph Blakeney (1913–1990) |                                                      |
| 1968–1971 |                 | Edward Ronald Walker (1907–1988)      |                                                      |
| 1971–1975 |                 | Ralph Lindsay Harry (1917–2002)       |                                                      |
| 1976–1982 |                 | Manfred Henry Lang (1902–2006)        |                                                      |
| 1983–1995 |                 | ...                                   | ...                                                  |
| 1995–1999 |                 | Max Hughes                            |                                                      |
| 1999–2003 | Paul O’Sullivan | Paul O’Sullivan (* 1948)              |                                                      |
| 2003–2006 |                 | Pamela J. Fayle (* 1954)              |                                                      |
| 2006–2009 |                 | Ian Kemish (* 1961)                   |                                                      |
| 2009–2013 | Peter Tesch     | Peter Tesch (* 1965)                  |                                                      |
| 2013–2016 | David Ritchie   | David James Ritchie (* 1953)          |                                                      |
| 2016–2020 | Lynette Wood    | Lynette Margaret Wood                 |                                                      |
| 2020–2024 |                 | Philip Victor Green                   |                                                      |
| seit 2024 |                 | Natasha Smith                         |                                                      |